# Монтгомери, Адам
А́дам Монтго́мери (англ. Adam Montgomery; род. 18 июля 2002, Ливингстон) — шотландский футболист, левый защитник клуба «Селтик».

## Клубная карьера
В июле 2019 года Монтгомери подписал свой первый профессиональный контракт с клубом «Селтик», а в феврале 2021 года он продлил его до 2025 года. Дебют в шотландском Премьершипе состоялся 12 мая 2021 года в игре против «Сент-Джонстона» (4:0). 
31 января 2022 года Монтгомери присоединился на правах аренды к «Абердину».
3 июля 2023 года на правах аренды на сезон присоединился к английскому клубу «Флитвуд Таун».
15 января 2024 года был отдан в аренду в «Мотеруэлл» до конца сезона 2023/2024. 1 февраля 2024 года Монтгомери вернулся в «Селтик» после получения серьезной травмы во время тренировки.

## Карьера за сборную
Дебют за молодёжную сборную Шотландии состоялся 7 сентября 2021 года в квалификационном матче на чемпионат Европы 2023 против сборной Турции (1:1).

## Стиль игры
Монтгомери в академии «Селтика» выступал в качестве форварда, но в основной команде был перемещён в защиту. 

## Достижения

### «Селтик»
- Вице-чемпион Шотландии: 2021/22
- Обладатель Кубка шотландской лиги: 2021/22[8]